# Roca Trapecio Negro
Der Roca Trapecio Negro (spanisch für Schwarzer Trapezfelsen) ist ein Klippenfelsen in der Gruppe der Joinville-Inseln vor der Nordspitze der Antarktischen Halbinsel. Er ragt unmittelbar vor dem westlichen Ausläufer des Kap Purvis der Dundee-Insel aus dem Meer.
Argentinische Wissenschaftler benannten ihn.